# Thomas Vanek
Pour les articles homonymes, voir Vanek (homonymie).
Thomas Vanek (né le 19 janvier 1984 à Baden bei Wien en Autriche) est un joueur professionnel de hockey sur glace autrichien. Il évolue au poste d'ailier. Repêché par les Sabres de Buffalo au 5e rang en 2003, il est l'Autrichien repêché au plus haut rang de l'histoire de la Ligue nationale de hockey.

## Biographie
Thomas Vanek est né à Baden bei Wien en Autriche d'une mère slovaque et d'un père tchèque, ses parents ont émigré de Tchécoslovaquie pour s'établir en Autriche deux ans avant la naissance de Thomas. Il quitte son Autriche natal à l'âge de 14 ans pour s'en aller dans le Dakota du Sud aux États-Unis afin de continuer son développement au hockey.
Après une carrière junior avec les Stampede de Sioux Falls de l'United States Hockey League, Vanek rejoint les Golden Gophers de l'Université du Minnesota. Avec 31 buts, 31 passes et 62 points en 2002-2003, il termine meilleur buteur, passeur et pointeur de son équipe. Il remporte le championnat universitaire (NCAA) avec son équipe et est nommé meilleur joueur du Frozen Four, en plus d'être nommé meilleur joueur de son équipe pour 2003, devenant le premier joueur de première année à obtenir cet honneur. Il est le meilleur marqueur des première années des Golden Gophers depuis Aaron Broten en 1980 (72 points). Il est aussi le premier joueur de première année à mener l'équipe au chapitre des points depuis Mike Antonovich en 1970. Il est en outre nommé recrue de l'année dans la NCAA, devenant le troisième joueur des Gophers à remporter ce titre.
Vanek est membre de l'équipe d'Autriche au championnat du monde 2004, où il marque 7 points en 6 matches (2 buts et 5 passes). Pour une deuxième saison consécutive, Vanek mène les Golden Gophers pour les buts (26) et les points (51) et termine 5e des marqueurs de la Division I de la NCAA. Il est nommé meilleur athlète collégial de Twin Cities pour 2004.
Il passe la saison 2004-2005 avec les Americans de Rochester de la Ligue américaine de hockey, le club-école des Sabres. Il enregistre 68 points, ce qui le classe deuxième de l'équipe, 11 points derrière Chris Taylor, mais il mène le club pour les buts (42) et les buts en supériorité numérique (25). Il termine au second rang de la ligue pour les points chez les recrues, meilleur buteur des recrues et  deuxième buteur de toute la ligue.
Il s'entend avec les Sabres pour trois ans le 3 septembre 2004 et commence sa carrière dans la LNH en 2005-2006. Lors de sa saison recrue, il marque 25 fois et ajoute 23 aides en 81 matchs. À sa deuxième saison avec l'équipe, il totalise 84 points dont 43 buts pour être le meilleur buteur des Sabres ainsi que cinquième dans la LNH dans une triple égalité avec Martin St-Louis et Marián Hossa. Lors de l'intersaison, Vanek signe une offre hostile (offer sheet) avec les Oilers d'Edmonton pour un contrat de sept ans et 50 millions de dollars. Les Sabres, venant de perdre Chris Drury et Daniel Brière qui sont devenus agents libres, se mettent immédiatement à niveau du contrat proposé à Vanek.
Le 27 octobre 2013, il est échangé aux Islanders de New York en retour de Matt Moulson et un choix conditionnel de premier tour en 2014 ainsi qu'un choix de deuxième tour en 2015. Le 5 mars 2014, il est échangé aux Canadiens de Montréal avec un choix de cinquième ronde au repêchage de 2014 en retour d'un choix de deuxième tour du repêchage de 2014 ainsi que de l'espoir Sebastian Collberg.
Le 1er juillet 2014, il signe un contrat de 3 ans pour 19,5 millions de dollars avec le Wild du Minnesota.
Le 1er juillet 2016, après avoir été racheté par le Wild le 24 juin, il devient agent libre et s'entend pour une saison avec les Red Wings de Détroit. Il est échangé aux Panthers de la Floride le 1er mars 2017 pour le défenseur Dylan McIlrath et un choix conditionnel de 3e ronde de 2017. Il redevient de nouveau agent libre à la fin de la saison et signe un contrat d'un an et 2 millions de dollars avec les Canucks de Vancouver le 2 septembre 2017.

## Statistiques

### En club
| Saison     | Équipe                      | Ligue      |       | Saison régulière | Saison régulière | Saison régulière | Saison régulière | Saison régulière |    | Séries éliminatoires | Séries éliminatoires | Séries éliminatoires | Séries éliminatoires | Séries éliminatoires |
| Saison     | Équipe                      | Ligue      | PJ    | B                | A                | Pts              | Pun              | PJ               | B  | A                    | Pts                  | Pun                  |                      |                      |
| 1999-2000  | Stampede de Sioux Falls     | USHL       | 35    | 15               | 18               | 33               | 12               | 3                | 0  | 1                    | 1                    | 8                    |                      |                      |
| 2000-2001  | Stampede de Sioux Falls     | USHL       | 20    | 19               | 10               | 29               | 15               | 8                | 5  | 4                    | 9                    | 2                    |                      |                      |
| 2001-2002  | Stampede de Sioux Falls     | USHL       | 53    | 46               | 45               | 91               | 54               | 3                | 0  | 0                    | 0                    | 9                    |                      |                      |
| 2002-2003  | Golden Gophers du Minnesota | NCAA       | 45    | 31               | 31               | 62               | 60               | -                | -  | -                    | -                    | -                    |                      |                      |
| 2003-2004  | Golden Gophers du Minnesota | NCAA       | 38    | 26               | 25               | 51               | 72               | -                | -  | -                    | -                    | -                    |                      |                      |
| 2004-2005  | Americans de Rochester      | LAH        | 74    | 42               | 26               | 68               | 62               | 5                | 2  | 3                    | 5                    | 10                   |                      |                      |
| 2005-2006  | Sabres de Buffalo           | LNH        | 81    | 25               | 23               | 48               | 72               | 10               | 2  | 0                    | 2                    | 6                    |                      |                      |
| 2006-2007  | Sabres de Buffalo           | LNH        | 82    | 43               | 41               | 84               | 40               | 16               | 6  | 4                    | 10                   | 10                   |                      |                      |
| 2007-2008  | Sabres de Buffalo           | LNH        | 82    | 36               | 28               | 64               | 64               | -                | -  | -                    | -                    | -                    |                      |                      |
| 2008-2009  | Sabres de Buffalo           | LNH        | 73    | 40               | 24               | 64               | 44               | -                | -  | -                    | -                    | -                    |                      |                      |
| 2009-2010  | Sabres de Buffalo           | LNH        | 71    | 28               | 25               | 53               | 42               | 3                | 2  | 1                    | 3                    | 2                    |                      |                      |
| 2010-2011  | Sabres de Buffalo           | LNH        | 80    | 32               | 41               | 73               | 24               | 7                | 5  | 0                    | 5                    | 0                    |                      |                      |
| 2011-2012  | Sabres de Buffalo           | LNH        | 78    | 26               | 35               | 61               | 52               | -                | -  | -                    | -                    | -                    |                      |                      |
| 2012-2013  | Graz 99ers                  | EBEL       | 11    | 5                | 10               | 15               | 4                | -                | -  | -                    | -                    | -                    |                      |                      |
| 2012-2013  | Sabres de Buffalo           | LNH        | 38    | 20               | 21               | 41               | 20               | -                | -  | -                    | -                    | -                    |                      |                      |
| 2013-2014  | Sabres de Buffalo           | LNH        | 13    | 4                | 5                | 9                | 4                | -                | -  | -                    | -                    | -                    |                      |                      |
| 2013-2014  | Islanders de New York       | LNH        | 47    | 17               | 27               | 44               | 34               | -                | -  | -                    | -                    | -                    |                      |                      |
| 2013-2014  | Canadiens de Montréal       | LNH        | 18    | 6                | 9                | 15               | 8                | 17               | 5  | 5                    | 10                   | 4                    |                      |                      |
| 2014-2015  | Wild du Minnesota           | LNH        | 80    | 21               | 31               | 52               | 37               | 10               | 0  | 4                    | 4                    | 2                    |                      |                      |
| 2015-2016  | Wild du Minnesota           | LNH        | 74    | 18               | 23               | 41               | 22               | -                | -  | -                    | -                    | -                    |                      |                      |
| 2016-2017  | Red Wings de Détroit        | LNH        | 48    | 15               | 23               | 38               | 16               | -                | -  | -                    | -                    | -                    |                      |                      |
| 2016-2017  | Panthers de la Floride      | LNH        | 20    | 2                | 8                | 10               | 6                | -                | -  | -                    | -                    | -                    |                      |                      |
| 2017-2018  | Canucks de Vancouver        | LNH        | 61    | 17               | 24               | 41               | 28               | -                | -  | -                    | -                    | -                    |                      |                      |
| 2017-2018  | Blue Jackets de Columbus    | LNH        | 19    | 7                | 8                | 15               | 8                | 6                | 1  | 1                    | 2                    | 2                    |                      |                      |
| 2018-2019  | Red Wings de Détroit        | LNH        | 64    | 16               | 20               | 36               | 26               | -                | -  | -                    | -                    | -                    |                      |                      |
| Totaux LNH | Totaux LNH                  | Totaux LNH | 1 029 | 373              | 416              | 789              | 547              | 69               | 21 | 15                   | 36                   | 26                   |                      |                      |

### En équipe nationale
| Année | Compétition                    |   | PJ | B | A  | Pts | Pun                   |  | Résultat |
| 2002  | Championnat du monde junior D1 | 5 | 5  | 6 | 11 | 2   | 1re place du groupe A |  |          |
| 2003  | Championnat du monde junior D1 | 5 | 9  | 4 | 13 | 10  | 1re place du groupe B |  |          |
| 2004  | Championnat du monde junior    | 6 | 3  | 1 | 4  | 37  | 9e place              |  |          |
| 2004  | Championnat du monde           | 6 | 2  | 5 | 7  | 0   | 11e place             |  |          |
| 2005  | Qualification olympique        | 3 | 1  | 0 | 1  | 0   | 2e place du groupe C  |  |          |
| 2008  | Championnat du monde D1        | 5 | 5  | 5 | 10 | 6   | 1re place du groupe A |  |          |
| 2009  | Championnat du monde           | 6 | 1  | 3 | 4  | 2   | 14e place             |  |          |
| 2013  | Championnat du monde           | 7 | 4  | 2 | 6  | 2   | 15e place             |  |          |
| 2014  | Jeux olympiques                | 4 | 0  | 1 | 1  | 4   | 10e place             |  |          |
| 2016  | Coupe du monde                 | 6 | 0  | 1 | 1  | 2   | Médaille d'argent     |  |          |

## Trophées et honneurs personnels
- Championnat du monde de hockey sur glace
  - 2008: meilleur buteur de la division 1A.